# Де Янг, Майкл Генри
Майкл Генри де Янг (Юнг) (англ. Michael Henry de Young; 1849—1925) — американский журналист и бизнесмен.
Основатель музея De Young Museum в парке Золотые ворота Сан-Франциско.

## Биография
Родился 30 сентября 1849 года в Сент-Луисе, штат Миссури; сын Miechel de Young и Amelia Morange. Отец был ювелиром и купцом, происходил из еврейской семьи, эмигрировавшей в США из Европы. Его дед по материнской линии — Benjamin Morange, был послом Франции в Испании при Наполеоне.
Затем семья переехала в Сан-Франциско, штат Калифорния, где де Янг окончил Heald College. Затем Майкл с братом Шарлем основал ежедневную газету Daily Dramatic Chronicle, первый номер которой вышел 16 января 1865 года. Эта газета стала предшественницей нынешней San Francisco Chronicle. В течение нескольких лет Майкл де Янг был директором Ассошиэйтед Пресс.
В 1884 году в Майкла де Янга стрелял бизнесмен Адольф Бернард Спрекелс, предположительно из-за негативной газетной статьи в свой адрес, но журналист выжил. Умер Майкл де Янг 15 февраля 1925 года в Сан-Франциско и был похоронен на католическом кладбище Святого креста в Колме, округ Сан-Матео в Калифорнии.

### Семья
Был женат на Katherine Deane De Young (1857—1917), у них родилось пятеро детей:
- Charles De Young (1881—1913),
- Helen De Young Cameron (1883—1969),
- Constance Marie De Young Tobin (1885—1968),
- Kathleen Yvonne De Young Thieriot (1888—1954),
- Phyllis De Young Tucker (1892—1988).

Майкл де Янг является прапрадедом американского актёра Макса Тириота.